# Karl Schönbrunner
Karl Schönbrunner (* 4. Oktober 1832 in Wien; † 21. Februar 1877 in Hirschstetten bei Wien) war ein österreichischer Maler.

## Leben
Schönbrunner war der Sohn des Zimmermalers Johann Schönbrunner und Bruder von Josef (1831–1905), Ignaz (1835–1900) und Franz Xaver Schönbrunner (1845–1903), die alle als Maler tätig waren.
Karl Schönbrunner studierte von 1849 bis 1860 an der Wiener Akademie der bildenden Künste bei Karl Rahl und Joseph von Führich, die ihn zur kirchlichen Malerei hinführte. Ab 1859 lebte er in Venedig und von 1862 bis 1872 als österreichischer Staatspensionär in Rom.
Schönbrunner war zunächst Mitglied des Albrecht-Dürer-Vereins und dann ab 1861 Mitglied der aus diesem hervorgegangenen Genossenschaft der bildenden Künstler Wiens.

## Werk

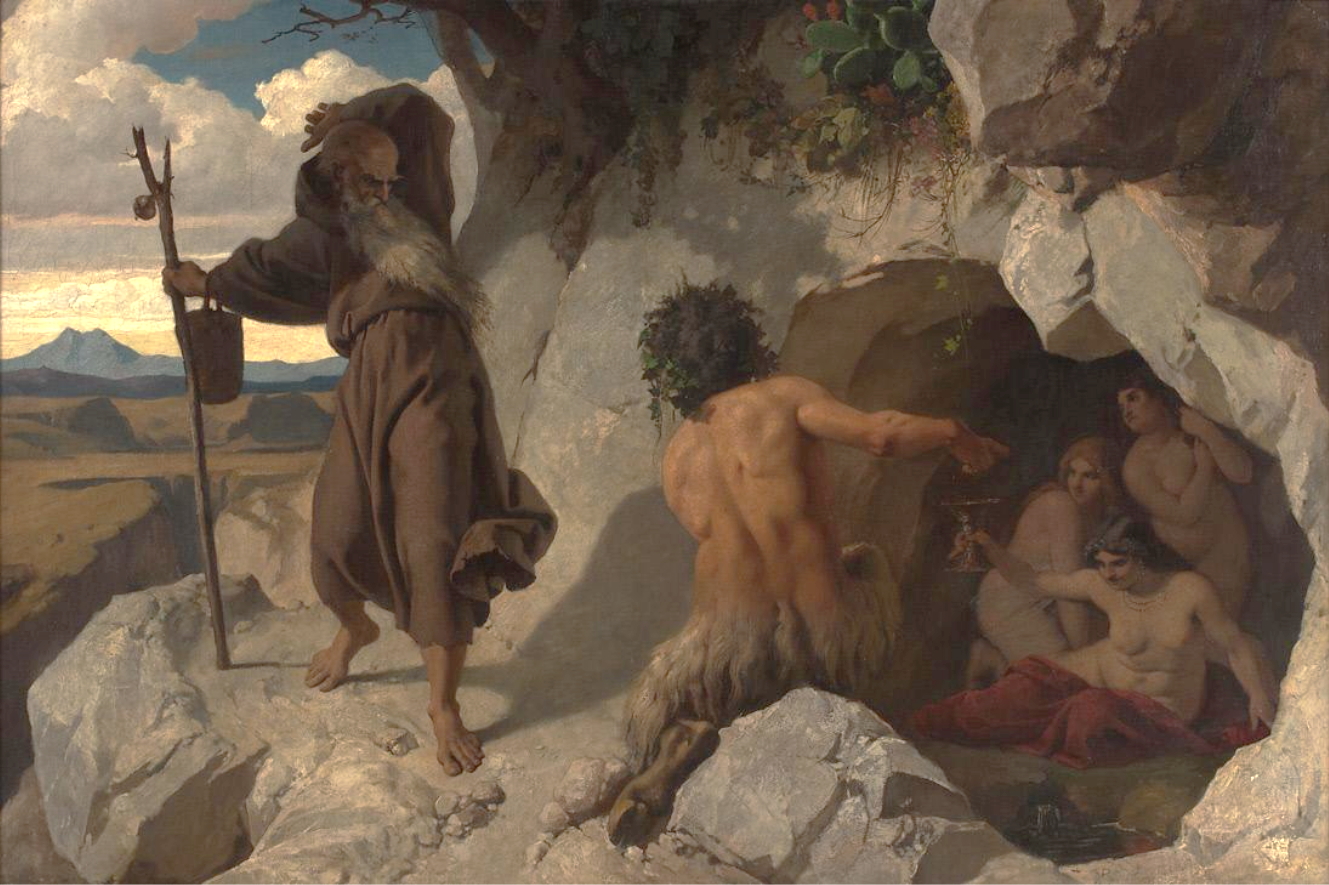
Versuchung des Heiligen Antonius

Schönbrunner spezialisierte sich besonders auf religiöse Themen im Stil der Neorenaissance.
- Gottfried von Bouillon legt seine Waffen am Heiligen Grab nieder (1852)[1]
- Versuchung des heiligen Antonius (1864), Wien, Österreichische Galerie Belvedere[2]
- Heiliger Augustinus mit Knaben am Meer (um 1865), Wien, Österreichische Galerie Belvedere[3]
- Rom, Campo Santo Teutonico, 14 Stationsbilder in den Arkaden des Friedhofs nach Kartons von Friedrich Overbeck
- 1873 Wien, Deckenbild des (nicht mehr existenten) Kaiserpavillons auf der Weltausstellung
- um 1875 Wien-Fünfhaus, Kirche Maria vom Siege, Kuppelfresken (Christus als Erlöser, Evangelisten, Propheten, Ordensstifter), Fresken am Portalbogen des Sanktuariums (Triumph Maria und acht Medaillonbildnisse von Märtyrerinnen) und Fresken über den Kapelleneingängen (acht Szenen aus der Kindheit Jesu). In Verbindung mit seinen Brüdern Ignaz und Josef.
- Wien, Pfarrkirche Reindorf, Vermählung Maria
- Hall (Steiermark), Pfarrkirche, Apsisbild Auferstehung der Toten